# 러시아-조선민주주의인민공화국 관계
러시아-조선민주주의인민공화국 관계는 현재의 러시아(소련 시절 포함)와 조선민주주의인민공화국 간의 상호 외교, 군사 관계를 말한다.  한반도 전체와 러시아 간의 관계에 관하여는 한러 관계를 참조.
김일성은 수 차례 소련의 지배자인 스탈린과 중화인민공화국의 통치자인 마오쩌둥을 만나 무려 48회나 남침 허락 내지는 전쟁 지원을 요청하였다. 공개된 구 소련의 문서에 의하면 애초에 스탈린은 조선인민군이 절대적 우위를 확보하지 못하는 한 공격해서는 안 된다고 했다. 인민군의 실력이 미국과 대한민국을 상대로 아직은 단독으로 전쟁을 치를 만한 실력이 아니라고 생각했을 뿐더러 미국과의 마찰을 두려워하여 무력 행사를 기피하였다. 그럼에도 김일성은 수 차례 그를 설득하였고 스탈린 자신도 일부 연구자들이 옛 소련의 문서들을 근거로 주장하는 이론에 의하면, 미국을 시험하고 미국의 관심을 유럽에서 아시아로 돌리기 위해 중화인민공화국이 전쟁 원조를 조선민주주의인민공화국에 하는 조건으로 김일성의 남침을 승낙하게 된다. 이리하여 스탈린은 조선민주주의인민공화국에 강력한 군사적 원조로서, 소련의 무기들을 대량으로 조선민주주의인민공화국으로 제공하였다. 스탈린은 김일성을 조선민주주의인민공화국의 통제관으로 옹립한 것을 후회했다.
냉전 시기에는 공산주의 동구권 국가들이 서구권에 비해 수가 적어 어찌되었든 소련은 조선민주주주의인민공화국의 편을 들어주었으나, 소련이 대한민국을 국가로 인정, 수교를 맺게 되어 조선민주주주의인민공화국이 이를 비판했고, 냉전이 종식된 후에는 예전만큼 가까워지기 힘들어지게 되었다. 남한과 소련이 수교하면서 조소 동맹조약을 파기한 것도 한몫을 하였다. 현재 소련의 후신인 러시아는 경제, 과학기술적인 면에서 대한민국과 더 교류가 많고 가까우나, 아직도 미국에 대항하는 반서구권 입장을 띄고 있기 때문에 정치적인 면에선 러시아는 조선민주주주의인민공화국에 호의적이다.
러시아-우크라이나 전쟁에서 북한이 러시아에게 포탄, KN-23, KN-24 등자국 무기를 대거 수출하였으며, 2024년에는 포괄적인 전략적동반자관계에 관한 조약을 체결하며 군사동맹의 부활과 북러 협력을 더욱 강화하고 있다.

## 소비에트 민정청과 북조선 임시인민위원회
조선민주주의인민공화국은 1945년 8월 15일 해방 이후부터 김일성으로 인해 소비에트 군정의 힘이 닿아, 소련과의 관계를 지속했다. 그리고 한국 전쟁에는 소련이 조선민주주의인민공화국을 간접적으로 지원하기 시작했다. 그 후로도 소련과 조선민주주의인민공화국은 냉전기간 동안 동맹국으로서 지냈으나, 조선민주주의인민공화국은 중화인민공화국에 더 의존하기 시작하고, 김일성의 독재 체재의 설립, 소련에 진 막대한 빚 등으로 인해 관계가 흔들리기 시작한다. 냉전 시절 소련의 기밀문서에서는 경제적으로 도움이 안 되는 조선민주주주의인민공화국 대신 대한민국과 수교하려는 움직임이 강해졌다는 언급이 있다. 

## 조선민주주의인민공화국과 소련의 관계

### 한국 전쟁
조선민주주의인민공화국은 최고인민회의 간부회의를 통하여 통일을 위하여 점령군의 즉각적인 철수를 요구하여, 조선민주주의인민공화국 주둔 소련군은 1948년 12월 시베리아로 철수하였다. 그러나, 한편으로 소련 정부는 모스크바에서 비밀리에 군수뇌회담을 개최하여 철군이후의 구체적인 계획을 수립하고 '특별군사사절단'을 통해서 집행하기로 하였다. 이 회의에는 김일성 등 조선민주주의인민공화국과 중화인민공화국의 고위 군부 대표도 참석하였다. 모스크바 계획이라고 불리는 전쟁준비 계획은 만주에 있던 조선인 의용군 부대를 조선민주주의인민공화국으로 귀국시켜 5개 사단을 갖게 하고 이외에 8개의 전방사단과 우수한 장비를 보유한 8개의 예비사단, 그리고 500대의 탱크를 보유하는 2개의 기갑사단을 갖게 하는 것이었다.
1949년 2월 스탈린은 조선민주주의인민공화국 수립 후 처음으로 김일성과 박헌영을 모스크바로 불러 소련군의 철수로 인한 군사력공백과 한반도 정세를 논의하였다. 조선민주주의인민공화국의 수뇌부는 방문기간인 3월 17일에 유럽에서 일반적으로 체결하던 '우호 방위조약'이 아닌 '조·소 경제·문화협정'을 체결하였다. 이는 앞으로 있을 한국전쟁의 책임을 모면하기 위한 계획이라고 보는 견해도 있다.
1949년 8월 27일, 조선민주주의인민공화국 주재 소련 대사 스티코프는 8월 12~14일의 김일성과의 면담내용을 스탈린에게 보고하고 다음과 같은 이유로 조선민주주의인민공화국의 대남공격이 불가하다고 결론을 내렸다. 1. 현재 한반도에는 두 나라가 존재하며 그중 대한민국은 미국 및 기타 국가에 의해 승인됨. 조선민주주의인민공화국의 공격시 미국은 대한민국을 무기탄약 공급뿐 아니라 일본군의 파견을 통해 지원할 가능성이 있음. 2. 조선민주주의인민공화국의 대남공격은 미국이 대소련 모함∙선전에 이용할 수 있음. 3. 정치적 측면에서 조선민주주의인민공화국의 공격은 남북 인민 대다수의 지지를 얻을 수 있으나 군사적 측면에서 조선민주주의인민공화국은 아직 대한민국에 대해 압도적 군사력을 갖추지 못하고 있음. 4. 대한민국은 이미 상당수 강한 군대와 경찰력을 창설하였음.(스티코프는 김일성이 제의한 강원도 지역의 '해방구역' 창설계획에는 찬성하고 또한 인민군에 의한 옹진점령계획도 군사적으로 타당하다고 보고했으나 대한민국의 반격시 이 작전이 지구전이 돼버릴 수 있다고 언급) 스탈린에게 제출한 9월 15일자 보고서에서, 스티코프는 “김일성과 박헌영은 현 정세하에서는 평화통일이 불가능하다고 생각하고 있으며 조선민주주의인민공화국이 대한민국 정부를 무력공격하면 남북양쪽의 인민들이 이를 지지할 것이라고 믿고 있다. 그리고 지금 무력통일을 안하면 통일이 연기될 뿐이고 그동안 대한민국은 좌익세력을 탄압하면서 북진할 수 있는 강력한 군대를 만들어 통일은 물거품이 될 것이라고 생각하고 있다. 김일성은 남진을 시작할 때 소련과 중공이 원조해줄 것을 기대하는 듯하다.”고 썼다. 그의 견해는 남북의 내전은 조선민주주의인민공화국에 유리하나 인민군이 대한민국 침공을 개시하면 소련이 국제적 비난을 받게 되며 미국이 끼어들 것은 물론 대한민국을 적극 지원할 가능성을 배제할 수 없다는 것이었다. 그는 “또, 물론 북측이 남측에서 빨치산 활동을 강화하는 것은 좋다. 옹진작전은 유리한 상황하에서는 실시 가능하고, 이를 위해 38선 지역에서 남쪽의 도발을 이용할 수 있다.”고 했다. 그러나 이에 대해서 소련 공산당 정치국 중앙위는 조선민주주의인민공화국의 남침이 시기적으로 적절하지 못하다는 지시문을 스티코프를 경유하여, 김일성에게 전달하였다.(1949년 9월 24일)
1950년 1월 17일 박헌영의 관저에서 열린 만찬에서 김일성은 조선민주주의인민공화국 주재 소련 대사 스티코프에게 남침 문제를 다시 제기하고 이를 논의하기 위하여 스탈린과의 면담을 희망한다는 의사를 피력했다. 이 대화에서 김일성은 국공내전에서 중국 공산당이 승리한 다음에는 대한민국(남조선)을 해방시킬 차례라고 강조하고, 조선민주주의인민공화국은 기강이 세워진 우수한 군대를 보유하고 있다고 주장했다. 또 김일성은 이전에도 그러했던 것처럼 대한민국의 선제공격에 대한 반격만을 승인한 1949년 3월의 스탈린의 결정에 불만을 토로했다. 1월 30일, 스탈린이 서명한 전보를 평양으로 타전했다. 전문에서 스탈린은 김일성의 불만은 이해가 되나 '큰일'에 관해 치밀한 준비를 해야 하며 이를 실현하기 위해 지나친 모험을 해서는 안 된다는 점을 이해해야 한다고 언급했다. 스탈린은 김일성을 접견해 이 문제를 논의할 준비가 돼 있으며 그를 지원할 용의가 있다고 밝혔다. 3월 20일, 김일성은 스티코프와의 면담에서 4월 초에 자신과 박헌영이 스탈린과 만나고자 한다는 것을 전해달라고 요청하였다. 김일성은 이번 방문을 46년의 방문처럼 비공식(비밀)으로 할 것을 제의하였다. 김일성은 남북 통일의 방법, 조선민주주의인민공화국 경제개발의 전망, 기타 공산당내 문제에 관해 스탈린과 협의하기를 원하였다. 4월, 모스크바에서 열린 스탈린과 김일성 간의 회담에서 스탈린은 국제환경이 유리하게 변하고 있음을 언급하고 조선민주주의인민공화국이 통일과업을 개시하는 데 동의하였다. 다만, 이 문제의 최종결정은 중화인민공화국과 조선민주주의인민공화국에 의해 공동으로 이루어져야 하며 만일 중국쪽의 의견이 부정적이면 새로운 협의가 이루어질 때까지 결정을 연기하기로 합의하였다.
5월 29일, 김일성은 스티코프에게 4월 모스크바 회담시 합의된 무기와 기술이 이미 대부분 조선민주주의인민공화국에 도착했음을 통보하였다. 이 통보에서, 또한, 김일성은 새로 창설된 사단들이 6월말까지 준비 완료될 것이라고 말했다. 김일성의 지시에 따라 인민군 참모장이 바실리예프 장군과 함께 마련한 남침공격 계획을 조선민주주의인민공화국 지도부가 승인하였고, 군조직 문제는 6월 1일까지 끝내기로 했다. 조선인민군은 6월까지 완전한 전투준비 태세를 갖추게 된다는 것이었다. 김일성은 6월말 이후는 조선인민군의 전투준비에 관한 정보가 대한민국 측에 입수될 수 있으며 7월에는 장마가 시작된다는 점을 지적했다. 6월 8~10일께 집결지역으로의 병력이동을 시작할 것이이라고 보고되었으며, 김일성과 면담 뒤 스티코프는 바실리예프 장군 및 포스트니코프 장군과 의견을 교환했다. 그들은 7월에 공격을 시작하는 것이 가장 시의적절하나 일기관계로 6월로 변경할 수 밖에 없다고 말했다.
6월 16일에는 소련대사 스티코프는 인민군 총참모부가 작성한 침공작전 계획을 모스크바에 보고했다.  이 계획은 1개월 기간으로 3단계로 구성되어 있다. 6월 20일, 스티코프는 모스크바에 인민군의 수륙양용 작전용 선박공급과 수련군 수병을 함께 제공할 수 있는지 여부를 문의했다. 모스크바 시간으로 오후 10시 스티코프는 모스크바로 전화를 걸어 모스크바 시간으로 오후 11시께 대한민국 정부가 조선민주주의인민공화국에 대해 공격을 시작하라는 명령을 내렸다는 첩보가 조선민주주의인민공화국 쪽에 오후 8시 부렵 입수되었다고 보고했다. 스티코프는 이 첩보가 공개문서로 돼 있어 의심스럽다고 평가했다. 6 월 21일, 스티코프는 스탈린에게 김일성의 메시지를 전달했다. 이 메시지에는 조선민주주의인민공화국이 입수한 각종 첨보에 따르면 조선민주주의인민공화국군 침공에 관한 정보가 대한민국에 알려졌으며 이와 관련해 대한민국이 전투준비태세를 강화하는 조처를 취하고 있다는 내용이 들어 있다. 김일성은 전에 구상했던 옹진반도에서의 전초전을 수행치 않고 6월 25일 전 전선에 걸쳐 전투행위를 시작하는 것이 목적에 부합한다고 말했다.
  6월 21일 밤에, 조선인민군은 2차에 걸쳐 조선민주주의인민공화국에 대한 전투행위를 개시하라는 대한민국 육군의 명령을 라디오를 통해 포착했다고 주장하였다. 소련은 조선인민군 군함에 근무할 소련수병 파병요청에 대해 이는 적군이 개입할 수 있는 구실이 되므로 수락할 수 없다고 조선민주주의인민공화국에 답신하였다. 6월 22일 조선민주주의인민공화국 주재 소련대사관에 암호전문의 교신은 바람직하지 못하니 향후 일체의 암호전문을 타전하지 말라는 모스크바의 지시가 시달되었다. 이후 1950년말까지 평양과 소련 외무성간에는 전보 교신이 중단되었다.

### 이후
한국 전쟁 이후 북한과 소련의 관계는 조금씩 변화하였다. 북한이 등거리 외교를 추진하면서 자국 내 친 소련파 출신 인물들을 배제하였다. 특히 프룬제 아카데미아 출신 장교 쿠데타 모의 사건이 발생하면서 북한은 러시아로 유학생을 더 이상 보내지 않게 된다. 중소 분쟁 당시에는 북한은 중국과 소련 모두에게 거리를 두는 등거리 외교 정책을 취하였다.
데탕트 시기를 맞이하면서 대한민국과 소련의 관계는 과거보다 완화되었고, 서울 올림픽에 소련이 참가하며 그러한 관계는 더 증진되었다. 노태우 정부의 북방 정책에 따른 한국과 소련의 수교는 조선민주주의인민공화국의 반발을 불러일으켰다.

## 조선민주주의인민공화국과 러시아의 관계
소련 붕괴 이후 러시아와 조선민주주의인민공화국은 밀월관계의 전진과 후퇴를 반복하였다. 특히 1995년 9월 러시아는 조-러 우호협력 및 상호원조에 관한 조약의 종료를 통보하면서 한국 전쟁 이후 유지되었던 북한과 러시아 간 군사동맹을 종료하게 되었다.
2000년대에 들어서 김정일이 푸틴과 정상회담을 하는 등 관계 정상화 및 유지에 노력하였다. 이후 김정은과 푸틴은 정상회담을 통해서 경제협력을 추진하겠다고 발표하였다. 
연이은 북한의 핵실험과 러시아의 우크라이나 침공은, 국제사회에서 이 두 국가를 비서방적인 외톨이 국가로 전락시켰다. 특히 러시아의 우크라이나 침공 이후에 두 국가는 다시 밀착하는 모습을 보여줬다. 2024년 4월에는 유엔 안전 보장 이사회 이사국 러시아가 유엔 안전 보장 이사회 대북제재위원회의 전문가 패널 활동의 연장을 거부하면서 이를 종료시켰다. 2024년 6월, 북한은 러시아와 《조선민주주의인민공화국과 로씨야련방사이의 포괄적인 전략적동반자관계에 관한 조약》을 체결하며 군사동맹의 성격의 조약을 부활시켰다. 또한 북한의 미사일, 장갑차 등이 우크라이나군 공격에 사용되고, 더 나아가 조선인민군의 일부 병력이 쿠르스크에 배치되는 등 협력을 가속화시키고 있다.

## 같이 보기
- 러시아의 대외 관계
- 조선민주주의인민공화국의 대외 관계